# Hilda a Pidilidi
Hilda a pidilidi (v anglickém originále Hilda and the Hidden People) je první díl knižní série Dobrodružství Hildy, který byl vytvořen na motivy stejnojmenné komiksové série a animovaného seriálu od Netflixu. Kniha vyšla v roce 2018 a jejím autorem je Stephen Davies. Vypráví příběh malé holčičky, která žije sama se svou maminkou a liškolouškem Větvíkem ve fantastické divočině. Knihu doplnila ilustracemi Seaerra Millerová. Překladatelkou komiksové i románové verze je stejná překladatelka, Martina Knápková.

## Děj
Hilda, malá modrovlasá holčička, průzkumnice, dobrodružka a fanynka kamenů, se dostane do křížku s neviditelnými pidilidmi. Pokud se s nimi nepodaří uzavřít příměří, hrozí, že se bude muset i s maminkou a liškolouškem Větvíkem odstěhovat do města Trolberg. Hilda se tedy vydává na strastiplnou cestu plnou byrokracie za záchranou svého domova. Beletrizované verze přebírá děj dvou příběhů z prvního svazku komiksu o Hildě, Hilda, jehož autorem je Luke Pearson – Hilda a troll, Hilda a půlnoční obr. Oproti komiksu je děj propojenější a obsahuje více vyprávěcích oblouků, mnohé situace doslovněji interpretuje. Tato skutečnost si vyžádala překlad některých neologismů, například „deerfox“ je přeložen jako „liškoloušek“.

## Přijetí
Web BookTrust knihu popsal jako zábavné dobrodružství s rychlým spádem a ocenil kombinaci moderní hrdiny a mytologického světa, ve kterém se ocitá. Knihu doporučuje čtenářům od sedmi let věku. Web Kirkus oceňuje prvky sarkasmu a dodává, že první čtení Hildina příběhu je zábavné i v této podobě – přičemž zmiňuje, že sestava vedlejších postav „na první pohled patří do folkloru“, ale je ozvláštněna několika zvraty proti tradičnímu pojetí.

## Audiokniha
Kniha se dočkala i své vlastní audio verze, kterou režírovala Jitka Škápíková. Knihu interpretovala Martha Issová. Audiokniha získala v roce 2020 ocenění dětské audioknihy roku Bystrouška v kategorii 4–6 let.  Podle Kamily Drahoňovské je audiokniha i přes „ztrátu“ obrazového materiálu, na kterém bylo původní vyprávění postaveno, velice působivá a nosná a zdařile kombinuje dobrodružství a laskavost.